# 圣斐迪南

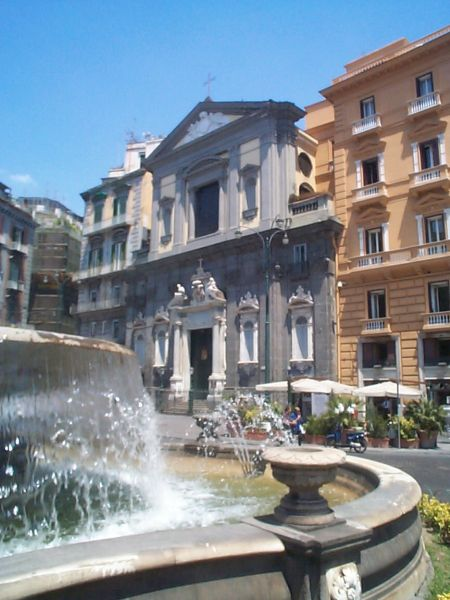
的里雅斯特与特伦托广场的圣斐迪南堂与洋蓟喷泉

圣斐迪南（義大利語：San Ferdinando）是那不勒斯南部的一个区，属于第一区，人口18,000人。
在圣斐迪南区拥有许多地标：那不勒斯王宫、那不勒斯最著名的广场平民表决广场（Piazza del Plebiscito）、圣卡洛剧院以及圣斐迪南堂，后者是圣斐迪南区的名称来源。 

## 历史
圣斐迪南区开始发展于16世纪，当时西班牙人建造了第一座总督的宫殿，后来被多梅尼科·丰塔纳的那不勒斯王宫所取代。在随后的几十年里，该区由于靠近宫廷，成为那不勒斯贵族最理想的居住区域，许多别墅和宫殿在此建造起来。